# Franz Xaver Eßlinger
Franz Xaver Eßlinger (* 4. Juli 1859 in Hofdorf; † nach 1918) war Brauereibesitzer und Mitglied des Deutschen Reichstags.

## Leben
Eßlinger besuchte die Volksschulen zu Hofdorf und Leiblfing und hat 1876 die Gewerbeschule in Traunstein absolviert. Das Brauereihandwerk erlernte er von 1876 bis 1879. 1879 und 1880 war er Einjähriger, und 1881 übernahm er das elterliche Anwesen. In Leiblfing betrieb er eine Brauerei, die er 1904 verkaufte und nach Schloss Hart bei Edling zog, wo er bis 1918 ebenfalls die Schlossbrauerei betrieb.
Er war Distriktsrat seit 1890, Ausschussmitglied desselben seit 1897. Weiter war er Vorstand des landwirtschaftlichen Bezirksvereins Straubing und Mitglied der Gewerbesteuerkommission.
Ab 1898 war er Mitglied des Deutschen Reichstags für den Wahlkreis Niederbayern 2 (Straubing, Bogen, Landau, Vilshofen) und den Bayerischen Bauernbund. Dieses Mandat hat er am 18. April 1899 niedergelegt, da nach verbandsinternen Querelen sein Mandat der Bauernbundspräsidenten Wieland erhalten sollte, der jedoch in der Ersatzwahl am 25. Mai 1899 nicht gewählt wurde.